# Bodträskfors
Bodträskfors é uma vila situada no município de Boden, no condado de Bótnia Setentrional, com 205 habitantes, em 2005.
Situa-se junto ao rio de Luleå. A vila tornou-se importante por causa do rio Bodträskfors, onde, entre outras coisas, uma fábrica foi construída. Hoje, a mansão impressionante é o único edifício herdado dos "bons velhos tempos".
O Rio Bodträskån termina ali.